# Hugonia montana
Hugonia montana är en linväxtart som beskrevs av Jean Baptiste Louis Pierre. Hugonia montana ingår i släktet Hugonia och familjen linväxter. Inga underarter finns listade i Catalogue of Life.